# Campeonato Europeo de Tiro al Plato de 2020
El XLV Campeonato Europeo de Tiro al Plato se iba a celebrar en Châteauroux (Francia) entre el 6 y el 20 de mayo de 2020 bajo la organización de la Confederación Europea de Tiro (ESC) y la Federación Francesa de Tiro Deportivo. Pero debido a la pandemia de COVID-19 el evento fue cancelado.